# Esens (Baixa Saxônia)
Esens é um cidade da Alemanha localizada no distrito de Wittmund, estado da Baixa Saxônia.
É membro e sede do Samtgemeinde de Esens.

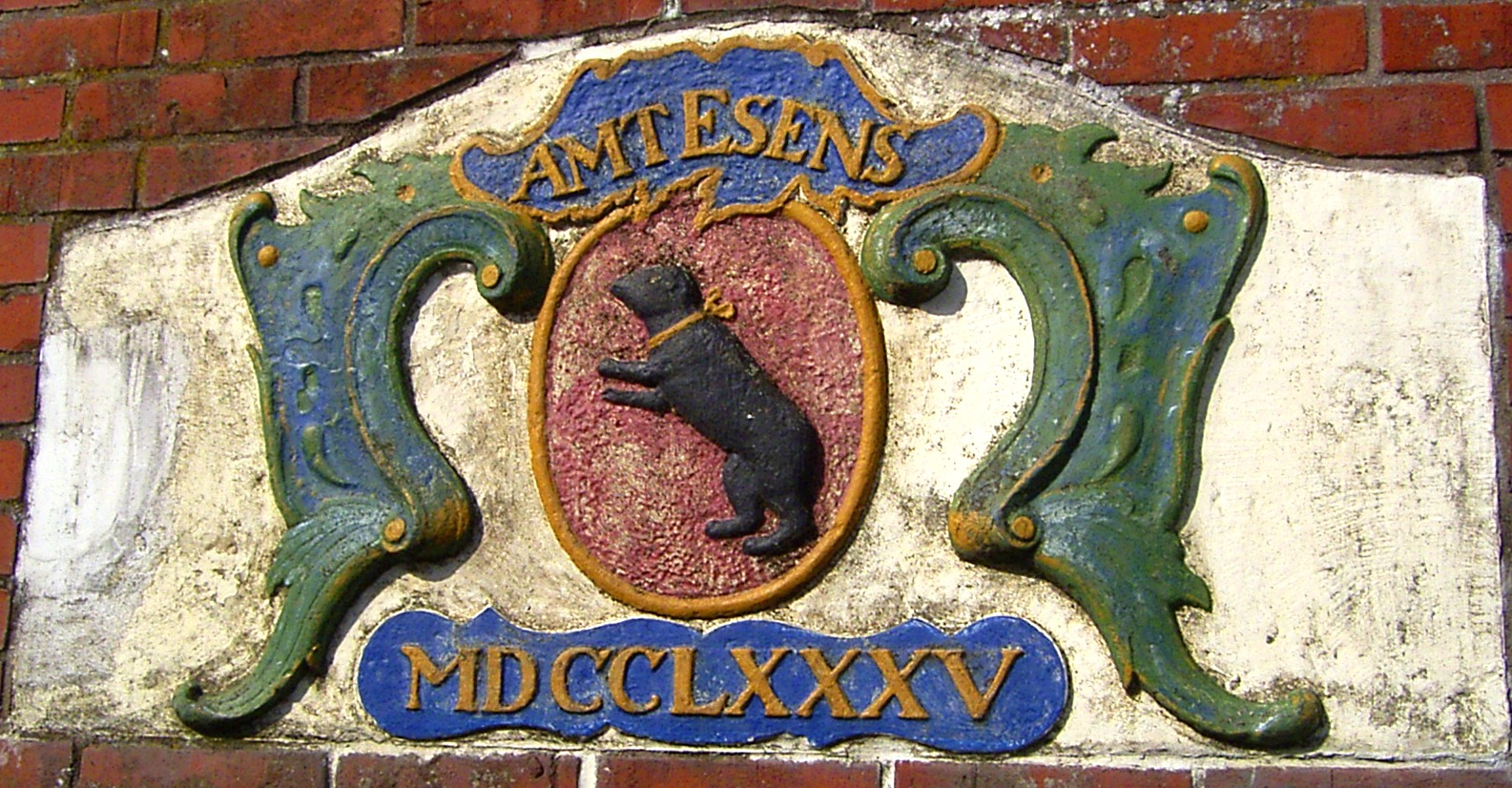
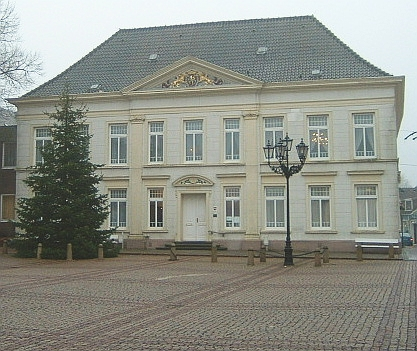
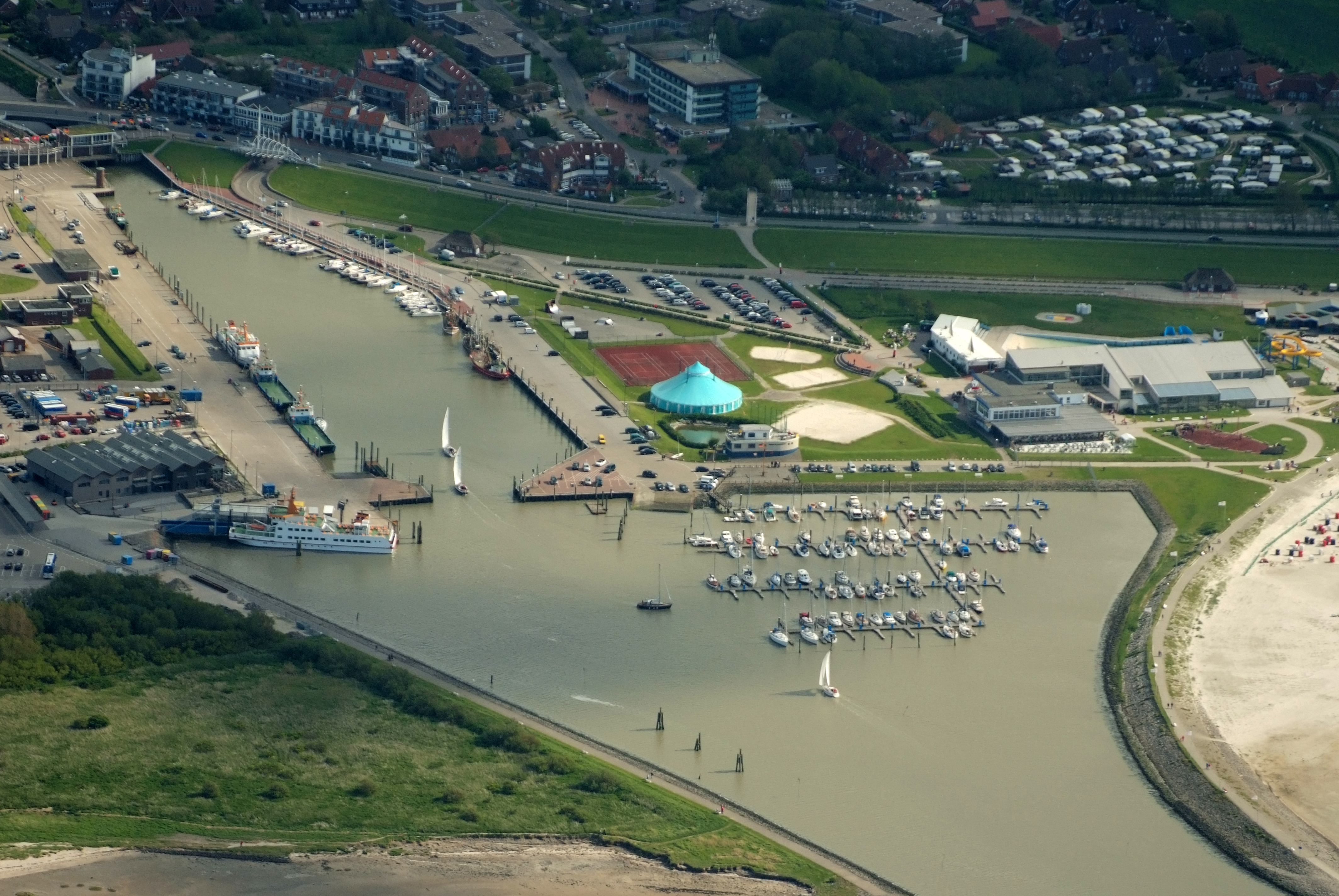
Bensersiel